# Corsia papuana
Corsia papuana ist eine blattgrünlose Pflanzenart aus der Familie der Corsiaceae. 

## Merkmale
Wie alle Arten der Gattung hat auch Corsia papuana die Photosynthese aufgegeben und bildet dementsprechend kein Chlorophyll mehr. Stattdessen lebt sie myko-heterotroph von einem Pilz.
Corsia papuana ist eine ausdauernde Pflanze, die nur zur Blütezeit oberirdisch wächst. Aus dem Rhizom sprießt dann ein bis zu 25 Zentimeter langer, zylindrischer und dunkel purpurroter Stängel. Das Blattwerk ist 10 bis 15 Millimeter lang und dreinervig. Die Tragblätter sind den Laubblättern gleich.
Die aufrechten Einzelblüten sind endständig und stehen an Blütenstielen, die 2 bis 4,5 Zentimeter lang, zylindrisch, schmal geriffelt und glatt sind. Von den sechs Blütenblättern (je drei Tepalen in zwei Blütenblattkreisen) sind fünf linealisch, cremegelb, zur abgerundeten Spitze hin purpurn überhaucht, 10 bis 12 Millimeter lang, 0,5 Millimeter breit, am Ansatz kurz einnervig und mit einer Mittelrippe versehen, unbehaart. 
Das oberste sechste Blütenblatt, das sogenannte Labellum, ist cremegelb mit außen dunkler Nervatur, breit-elliptisch bis annähernd rund und stark vergrößert (12 bis 20 Millimeter lang und 10 bis 14 Millimeter breit), zu jeder Seite gehen von der Mittelrippe neun Seitenrippen ab. Sein Ansatz ist stark herzförmig, die Lappen sind gerundet und bis auf die Papillen am Griffelansatz ist es glatt. Der Kallus ist hufeisenförmig, ihm vorgelagert befinden sich 19 weitere, kurze, fein behaarte Kalli. 
Am Ansatz ist das Labellum direkt mit dem rund 0,7 Millimeter langen und glatten Gynostemium verwachsen. Die freien Staubfäden sind wie die Staubbeutel 1 Millimeter lang. Der glatte Fruchtknoten ist 8 bis 12 Millimeter lang, die hellbraune Kapselfrucht 10 bis 17 Millimeter.

## Verbreitungsgebiet
Corsia papuana ist nur 1935 einmal in Neuguinea auf 1070 m Höhe gefunden worden.

## Systematik
Corsia papuana wurde 1972 von Pieter van Royen erstbeschrieben und ist verwandt mit Corsia brassii. Sie wird wie diese in der Sektion Sessilis platziert, da das Labellum direkt mit dem Gynostemium verwachsen ist. 

## Nachweise
- Pieter van Royen: Sertulum Papuanum 17. Corsiaceae of New Guinea and surrounding areas. In: Webbia. 27: 223–255, 1972